# Patricia Carson
Patricia Mary barones Carson (Plymouth, 5 maart 1929 – Afsnee, 13 oktober 2014) was een Brits-Belgische historica en auteur.

## Familie
Patricia Carson werd geboren in een voorstad van Plymouth als dochter van Archibald-Stewart Carson en Hilde-Dorothy Clewlow.
Ze trouwde in 1954 met Raoul van Caenegem, historicus en hoogleraar aan de universiteit van Gent. Ze kregen twee zoons en een dochter.

## Levensloop
Carson verkreeg een bachelor in geschiedenis aan de University of London, gevolgd door een Master of arts (geschiedenis) met een thesis gewijd aan Londen in de achttiende eeuw.
Na haar huwelijk kwam ze in Gent wonen en bestudeerde de relaties tussen Engeland en de Lage Landen door de eeuwen heen. Haar succesvolste boek, The Fair Face of Flanders, werd herhaaldelijk en in verschillende talen opnieuw uitgegeven.

## Eerbetoon
- Eugène Baieprijs 1977 voor 'The Fair Face of Flanders'.
- Op 8 Juli 1996 werd Patricia Carson op persoonlijke titel opgenomen in de Belgische adel, met de titel van barones. Als wapenspreuk koos ze Van oever tot oever.

## Publicaties
- The building of the first bridge at Westminster, in: Journal of Transport History, vol. III, 2, Leicester, 1957.
- Guide to Materials for West African History in the Archives of Belgium and Holland, London, 1962.
- Guide to Materials for West African History in French Archives, London, 1968.
- The Fair Face of Flanders, Gent, 1969; 1974; 1991; 1995; 1997.
  - vertaling in het Nederlands: Het fraaie gelaat van Vlaanderen, 1977; nieuwe vertaling 1991.
  - vertaling in het Frans: Miroir de la Flandre, 1973; 1991.
  - nieuwe vertaling in het Duits: Zauber und Schicksal Flanderns, 1982; 1991.
  - vertaling in het Bulgaars, 1984.
- Vlaanderen en Nederland vanuit een Brits standpunt gezien, in: Ons Erfdeel, 1970.
- (samen met Gaby Danhieux) Ghent, a town for all seasons, Gent, 1972.
  - vertaling in het Nederlands: Gent, een stad van alle tijden, 1977; herziene uitgave 1992.
  - vertaling in het Frans: Gand, ville de tous temps, 1972.
  - vertaling in het Duits: Ghent, eine Stadt aus allen Zeiten, 1975.
- The British Connection, in: Handelingen der Maatschappij voor Geschiedenis en Oudheidkunde te Gent, 1974.
  - vertaald als Britten en Vlamingen, in: Neerlandia, 1975.
- James van Artevelde: The man from Ghent, 1980.
  - vertaling in het Nederlands: Jacob van Artevelde, 1996.
- Flanders in Creative Contrasts, Tielt: Lannoo/Leuven: Davidsfonds, 1989.
  - vertaling in het Nederlands: In Eindeloze Verscheidenheid: een historisch fresco van Vlaanderen.
- Fascinating Flanders, Tielt, 2004; tweede druk 2011.